# Річард Саттон
Річард С. Саттон (англ. Richard Sutton; нар. ?) — канадський науковець з інформатики. Він є видатним науковим дослідником у DeepMind і професором інформатики в Університеті Альберти. Саттон вважається одним із засновників сучасного обчислювального навчання з підкріпленням, завдяки значному внеску у цю сферу, включаючи метод часових різниць і методи градієнтної стратегії.

## Життя і освіта
Річард Саттон народився в Огайо та виріс в Оук-Бруку, штат Іллінойс, передмісті Чикаго.
Саттон отримав ступінь бакалавра з психології в Стенфордському університеті в 1978 році, перш ніж отримати ступінь магістра (1980) та доктора філософії (1984) з інформатики в Массачусетському університеті в Емгерсті під керівництвом Ендрю Барто. Його докторська дисертація «Тимчасове призначення кредиту в навчанні з підкріпленням» (англ. Temporal Credit Assignment in Reinforcement Learning) представила архітектуру критики діяча та тимчасове призначення кредиту.

## Кар'єра
У 1984 році Саттон був постдокторантом Массачусетського університету в Емгерсті.
З 1985 по 1994 рік він був головним технічним співробітником Лабораторії Комп'ютерних та Інтелектуальних Систем GTE в Уолтемі, штат Массачусетс. У 1995 році він повернувся до Массачусетського університету в Емгерсті ролі старшого наукового співробітника.
З 1998 по 2002 рік Саттон працював у Шеннонській лабораторії AT&T у Флохем-Парку, штат Нью-Джерсі, як головний технічний співробітник відділу штучного інтелекту.
З 2003 року він є професором обчислювальної науки в університеті Альберти. Він очолював місцеву Лабораторію Навчання з підкріпленням та Штучного Інтелекту до 2018 року.
Зберігаючи свою професорську посаду, у червні 2017 року Саттон приєднався до компанії DeepMind як видатний вчений-дослідник і співзасновник її нового офісу в Едмонтоні.
Саттон став громадянином Канади в 2015 році і відмовився від громадянства США в 2017 році.

## Обрані публікації (англ. мовою)
- Sutton, R. S., Barto, A. G., Reinforcement Learning: An Introduction [Архівовано 7 січня 2022 у Wayback Machine.]. MIT Press, 1998. Also translated into Japanese and Russian. Second edition [Архівовано 17 грудня 2021 у Wayback Machine.] MIT Press 2018.
- Miller, W. T., Sutton, R. S., Werbos, P. J. (Eds.), Neural Networks for Control [Архівовано 17 грудня 2021 у Wayback Machine.]. MIT Press, 1991.
- Sutton, R. S. (Ed.), Reinforcement Learning. Reprinting of a special issue of Machine Learning Journal. Kluwer Academic Press, 1992

## Нагороди та відзнаки
Саттон є членом Асоціації з Розвитку Штучного Інтелекту (AAAI) з 2001 року. У 2003 році він отримав премію Президента від Міжнародного Суспільства Нейронних Мереж (англ. The International Neural Network Society), а в 2013 році — премію за видатні досягнення в галузі досліджень від Массачусетського університету в Емгерсті.
Номінація Саттона як члена AAAI звучить так:

| За значний внесок у велику кількість тем з машинного навчання, зокрема навчання з підкріпленням, методи часових різниць та нейронні мережі. |
| |

У 2021 році Саттон був обраний членом Королівського товариства.